# The Wedding of All Things
The Wedding of All Things è il terzo album in studio della cantante danese Randi Laubek, pubblicato nel 2003 su etichetta discografica Medley Records.

## Tracce
1. In Port Prelude – 1:05
2. In Port – 4:45
3. Leave It All Behind – 4:26
4. Cherries Suit Fairies – 3:54
5. Sound of Clouds – 4:40
6. Easy It Ain't – 3:38
7. Kiss of Destiny – 3:41
8. Thin Ice – 3:07
9. Lodestarlodestone – 4:36
10. Quasarpulsar – 4:11
11. The Wedding of All Things – 4:10
12. You Are – 5:05
13. Free – 4:54

## Classifiche
| Classifica (2003) | Posizione massima |
| ----------------- | ----------------- |
| Danimarca         | 4                 |